# Алчевські
Алчевські (рос. Алчевские) — український слобожанський купецький рід.

## Походження

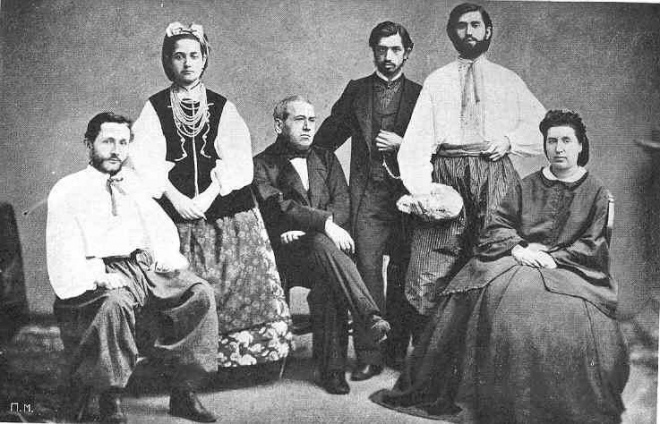
Сидить ліворуч — Олексій Алчевський, позаду нього стоїть Христина Алчевська. Стоять, ймовірно, брати Христини: Михайло та Леонтій; сидить її батько, Данило Журавльов. 1860-ті рр.

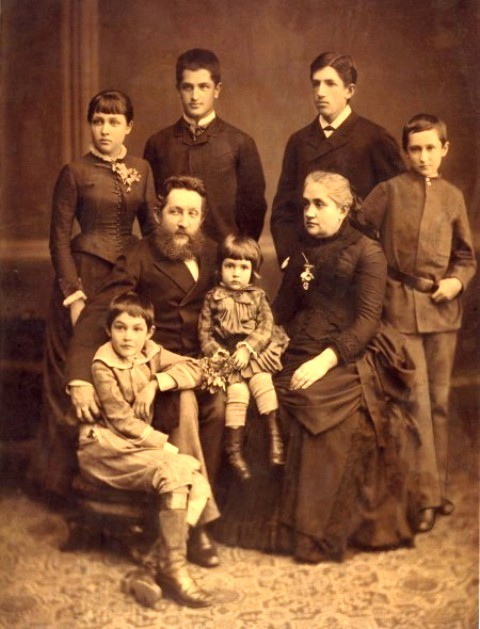
Родина Алчевських. Фото 1880-х років.

Перші згадки про Алчевських відносяться після їх появи в 1660-х роках в Сумському слобідському козацькому полку. Родина не раз банкрутіла, і починала все з початку. Першим відомим представником роду був Федір Афанасійович Алчевський, який після розорення в 1795 р. втратив купецьке звання, і був переведений у міщанський стан. З його синів тільки наймолодший Кирило зміг його повернути. 
Молодший син Кирила Федоровича — Олексій став відомим підприємцем, меценатом та українським громадським діячем.

## Родова схема
- Афанасій Алчевський (*? — †?)
  - Федір Афанасійович (*1736 — †після 1795) — купець; після розорення в 1795 р. був переведений в міщанський стан
    - NN Федорович (*? — †?)
    - NN Федорович (*? — †?)
    - Кирило Федорович (*1791 — †1876)[2]
      - Микола Кирилович (*1833 — †1889)[3]
      - Олексій Кирилович (*1835 — †1901) ∞ Христина Данилівна Журавльова — українська освітянка (*1841 — †1920)
        - Дмитро Олексійович (*1866 — †1920) — біолог, кандидат природничих наук[4] ∞ Євгенія Олександрівна Попова (*? — †1933) — донька генерала; завідувачка «Радянського маєтку Кікенеїз»
          - Віра Дмитрівна (*1890 — †1973) ∞ Дмитро Іванович Щербаков (*1893 — †1966)
          - Христина Дмитрівна (*? — †бл. 1941) ∞ Володимир Георгійович Душин (*? — †?)? — художник

        - Григорій Олексійович (*1866 — †1920)
        - Ганна Олексіївна (*1868 — †1931) ∞ Олексій Миколайович Бекетов (*1862 — †1941)
        - Микола Олексійович (*1872 — †1942) — театральний критик; автор першого українського букваря для дорослих ∞ Ксенія Миколаївна NN (*1872 — †?)
        - Іван Олексійович (*1876 — †1917)
        - Христина Олексіївна (*1882 — †1931) — поетеса та освітянка[5]

## Вшанування пам'яті
- 1903 року робітниче поселення Юр’ївка Катеринославської губернії було перейменовано в Алчевське на честь трагічно загиблого Олексія Алчевського. В радянські часи населений пункт кілька разів змінював назву, доки в 1991 р. її остаточно не змінили на Алчевськ.[6]
- 25 квітня 2024 року у місті Дергачі провулок Кутузова перейменували на провулок Алчевських[7].
- 25 квітня 2024 року у с. Болибоки вулицю 60-ти річчя Перемоги перейменували на вулицю Алчевських[7].
- 20 листопада 2015 р. згідно із законом про декомунізацію вулиця Артема (з 1922 року) у Харкові отримала ім'я родини Алчевських [8]